# Avstronezijski jeziki
Avstronezijski jeziki so družina jezikov, ki se govorijo na širšem področju jugovzhodne Azije in Pacifika, npr. na otočjih Fidži, Filipinov, Indonezije, Malezije, Nove Zelandije (maorščina), ter na Madagaskarju (malgaščina).